# Himantoglossum calcaratum
Himantoglossum calcaratum är en orkidéart som först beskrevs av Günther von Mannagetta und Lërchenau Beck, och fick sitt nu gällande namn av Rudolf Schlechter. Himantoglossum calcaratum ingår i släktet Himantoglossum och familjen orkidéer. Inga underarter finns listade i Catalogue of Life.